# Glória (escola de samba)
Grêmio Recreativo Social Cultural Beneficente Escola de Samba da Glória é uma escola de samba de Porto Alegre, fundada em 9 de abril de 2006. 

## História
Desfilou nos anos de 2010, 2011, 2012 e 2013 como convidada. Em 2014 fez parte do Grupo de Acesso dos desfiles de Porto Alegre.
Suas cores são o azul, verde e branco. Tem como símbolo escolhido uma borboleta.

## Carnavais
| 2014                                               | 5º lugar  | Acesso | No voo da borboleta, a Glória é o sonho de um mundo melhor | [ 4 ] [ 5 ] |
| 2015                                               | 5º lugar  | Acesso | Nada se Perde nada se cria na Glória tudo se transforma    | [ 6 ] [ 7 ] |
| 2016                                               | 12º lugar | Grupão | Com pé, com a mão e Glória bate uma bola, joga um bolão    | [ 8 ] [ 9 ] |
| As escolas da série Bronze não desfilaram em 2017. |           |        |                                                            |             |
| Desfile cancelado em 2018.                         |           |        |                                                            |             |
| As escolas da Série Bronze não desfilaram em 2019. |           |        |                                                            |             |